# Матчи сборной России по мини-футболу в 2009 году
Сборная России по мини-футболу начала 2009 год товарищескими матчами в Екатеринбурге в рамках турнира Кубок Финпромко, где обыграла сборную Венгрии и сборную бразильских легионеров российского чемпионата, в результате чего стала победителем турнира. Эти матчи стали первыми матчами сборной под руководством Сергея Скоровича, сменившего Олега Иванова.
Первыми официальными матчами года для россиян стали матчи отборочного турнира на чемпионат Европы по мини-футболу 2010 года. Обыграв черногорцев, словенцев и французов, команда Сергея Скоровича выполнила задачу на матчи.
Следующие матчи сборная России провела только в октябре. Россияне дважды сыграли с бразильцами в Бразилии и оба матча проиграли. В декабре сборная России дважды сыграли со сборной Чехии, а в конце месяца приняла участие в «Турнире Четырёх наций», где сыграла против сборных Беларуси и Бельгии. Все декабрьские матчи россияне выиграли.

## Статистика
- 11 сыгранных матчей, 9 побед, 0 ничьих и 2 поражения
- Забито 39 мячей, пропущено 15 мячей
- Самая крупная победа: Россия — Венгрия 8:1
- Самое крупное поражение: Бразилия — Россия 6:0

### Игроки сборной в 2009 году
Цветом выделены игроки, дебютировавшие за сборную в 2009 году

#### Вратари
| Футболист                          | Дата рождения | Клуб       | Игр | Мячей |
| ---------------------------------- | ------------- | ---------- | --- | ----- |
| Гарагуля, Геннадий Николаевич      | 27.01.1981    | Динамо-2   | 4   | 0     |
| Зуев, Сергей Николаевич            | 20.02.1980    | ВИЗ-Синара | 7   | 1     |
| Климовский, Леонид Михайлович      | 22.03.1983    | ТТГ-Югра   | 1   | 0     |
| Кондратьев, Александр Владимирович | 09.09.1981    | ВИЗ-Синара | 1   | 0     |

#### Полевые игроки
| Футболист                            | Дата рождения | Клуб        | Игр | Мячей |
| ------------------------------------ | ------------- | ----------- | --- | ----- |
| Абышев, Денис Петрович               | 09.10.1978    | Тюмень      | 2   | 0     |
| Агапов, Константин Михайлович        | 18.10.1986    | ВИЗ-Синара  | 7   | 0     |
| Душкевич, Константин Александрович   | 20.07.1981    | Дина        | 3   | 0     |
| Канивец, Николай Александрович       | 04.05.1982    | ЦСКА        | 2   | 1     |
| Кутузов, Данил Геннадьевич           | 13.03.1987    | Мытищи      | 2   | 0     |
| Маевский, Константин Викторович      | 05.10.1979    | Динамо-Ямал | 9   | 0     |
| Мохов, Алексей Александрович         | 09.12.1983    | ВИЗ-Синара  | 4   | 0     |
| Нугуманов, Ильдар Рамилович          | 05.05.1988    | Тюмень      | 2   | 0     |
| Переверзев, Николай Владимирович     | 15.12.1986    | Тюмень      | 2   | 0     |
| Прудников, Дмитрий Сергеевич         | 06.01.1988    | ВИЗ-Синара  | 6   | 1     |
| Пула (Вагнер Перейра Каэтано)        | 02.12.1980    | Динамо-Ямал | 7   | 4     |
| Рахимов, Александр Викторович        | 16.09.1979    | Динамо-Ямал | 1   | 0     |
| Робиньо (Эдельсон Робсон Дос Сантос) | 28.01.1983    | ТТГ-Югра    | 4   | 2     |
| Сергеев, Сергей Александрович        | 28.06.1983    | ЦСКА        | 6   | 1     |
| Сирило (Сирило Тадеус Кардозо Фильо) | 20.01.1980    | Динамо-Ямал | 7   | 6     |
| Тимощенков, Константин Андреевич     | 02.03.1983    | ВИЗ-Синара  | 8   | 4     |
| Фукин, Александр Леонидович          | 26.03.1985    | Динамо-Ямал | 8   | 4     |
| Хамадиев, Дамир Дарвисович           | 30.07.1981    | ВИЗ-Синара  | 9   | 4     |
| Чистополов, Павел Анатольевич        | 15.03.1984    | ВИЗ-Синара  | 7   | 3     |
| Шаяхметов, Владислав Наильевич       | 25.08.1981    | Динамо-Ямал | 7   | 6     |
| Эдер Лима (Эдер Фермино Лима)        | 26.06.1984    | ТТГ-Югра    | 4   | 2     |

#### Статистика по клубам
| Клуб        | Игроков в сборной | И  | М  |
| ----------- | ----------------- | -- | -- |
| ВИЗ-Синара  | 8                 | 49 | 13 |
| Динамо-Ямал | 6                 | 39 | 20 |
| ТТГ-Югра    | 3                 | 9  | 4  |
| Тюмень      | 3                 | 6  | 0  |
| ЦСКА        | 2                 | 8  | 2  |
| Динамо-2    | 1                 | 4  | 0  |
| Дина        | 1                 | 3  | 0  |
| Мытищи      | 1                 | 2  | 0  |

## Кубок Финпромко2009
| 10 февраля 2009 | \| Россия \| 8:1 (5:0) \| Венгрия \| \| Владислав Шаяхметов 1′, 28′ · Дамир Хамадиев 10′ · Дмитрий Прудников 12′ · Константин Тимощенков 17′, 32′ · Николай Канивец 20′ · Александр Фукин 28′ \| Голы \| Немет 31′ \| | Дворец игровых видов спорта, Екатеринбург |
| Россия: Зуев (в), Кондратьев (в) - Шаяхметов, Фукин, Канивец, Мохов, Нугуманов, Сергеев, Тимощенков, Агапов, Маевский (к), Прудников, Переверзев, Хамадиев Венгрия: Тот (в), Гремшпергер (в) - Онгиолош, Немет, Сенте (к), Наги, Тренчени, Лоди, Франк, Шивак, Харниш, Темеши, Гьюрчани, Рабл | |                                           |
| Россия | 8:1 (5:0) | Венгрия                                   |
| Владислав Шаяхметов 1′, 28′ · Дамир Хамадиев 10′ · Дмитрий Прудников 12′ · Константин Тимощенков 17′, 32′ · Николай Канивец 20′ · Александр Фукин 28′ | Голы | Немет 31′                                 |

| 12 февраля 2009 | \| Россия \| 5:1 (2:0) \| Легионеры \| \| Дамир Хамадиев 17′, 19′, 28′ · Сергей Зуев 38′ · Владислав Шаяхметов 40′ \| Голы \| К. Тимощенков 31′ (авт.) \| | Дворец игровых видов спорта, Екатеринбург |
| Россия: Зуев (в) - Шаяхметов, Фукин, Канивец, Мохов, Нугуманов, Сергеев, Тимощенков, Агапов, Маевский (к), Прудников, Переверзев, Хамадиев Легионеры: Эмерсон (в), Греуто (в) - Сезинья, Режис, Бирай, Келсон, Бартоло, Афранио (к), Шуша, Кака, Леандриньо | |                                           |
| Россия | 5:1 (2:0) | Легионеры                                 |
| Дамир Хамадиев 17′, 19′, 28′ · Сергей Зуев 38′ · Владислав Шаяхметов 40′ | Голы | К. Тимощенков 31′ (авт.)                  |

## Матчи отборочного турнира начемпионат Европы 2010 года
| М | Команда    | И | В | Н | П | Мячи   | ±   | О |
| - | ---------- | - | - | - | - | ------ | --- | - |
| 1 | Россия     | 3 | 3 | 0 | 0 | 11 − 1 | +10 | 9 |
| 2 | Словения   | 3 | 2 | 0 | 1 | 10 − 5 | +5  | 6 |
| 3 | Черногория | 3 | 1 | 0 | 2 | 8 − 18 | −10 | 3 |
| 4 | Франция    | 3 | 0 | 0 | 3 | 6 − 11 | −5  | 0 |

И — игры, В — выигрыши, Н — ничьи, П — проигрыши, Мячи — забитые и пропущенные голы, ± — разница голов, О — очки

| 19 марта 2009 | \| Россия \| 7:1 (3:0) \| Черногория \| \| Александр Фукин 16′, 25′ · Павел Чистополов 18′ · Владислав Шаяхметов 20′, 32′ · Сирило 21′, 39′ \| Голы \| Драскович 31′ \| | «Марсель Сердан», Леваллуа-Перре |
| Россия: Зуев (в) - Маевский (к), Шаяхметов, Сирило, Пула - Прудников, Хамадиев, Агапов, Тимощенков - Чистополов, Фукин, Душкевич Черногория: Деспотович (в) - Драскович, Барович, Мугоша, Перович, Вукович, Гойкович, Божович, Микович (к), Новович, Байович | |                                  |
| Россия | 7:1 (3:0) | Черногория                       |
| Александр Фукин 16′, 25′ · Павел Чистополов 18′ · Владислав Шаяхметов 20′, 32′ · Сирило 21′, 39′ | Голы | Драскович 31′                    |

| 20 марта 2009 | \| Россия \| 2:0 (1:0) \| Словения \| \| Пула 13′, 28′ \| Голы \| \| | «Марсель Сердан», Леваллуа-Перре |
| Россия: Зуев (в) - Маевский (к), Фукин, Пула, Сирило - Шаяхметов, Хамадиев, Прудников, Агапов, Мохов, Тимощенков Словения: Пертовт (в) - Осожник, Дробнич, Мелинк (к), Горанович - Кужеч, Мордей, Урсич, Врховец, Бркич, Совдат |                                                                      |                                  |
| Россия | 2:0 (1:0)                                                            | Словения                         |
| Пула 13′, 28′ | Голы                                                                 |                                  |

| 22 марта 2009 | \| Россия \| 2:0 (1:0) \| Франция \| \| Владислав Шаяхметов 4′ · Павел Чистополов 21′ \| Голы \| \| | «Марсель Сердан», Леваллуа-Перре |
| Россия: Климовский (в) - Маевский (к), Шаяхметов, Сирило, Чистополов - Хамадиев, Пула, Душкевич, Мохов, Тимощенков, Агапов Франция: Харун (в) - Хамдуд, Маркович, Отмани,Тейшейра - Аит Кахма, Бассон (к), Батлак, Хруф, Сараива Нето, Виейра | |                                  |
| Россия | 2:0 (1:0)                                                                                           | Франция                          |
| Владислав Шаяхметов 4′ · Павел Чистополов 21′ | Голы                                                                                                |                                  |

## Товарищеские матчи против сборной Бразилии
Сборная Бразилии была составлена исключительно из игроков бразильского чемпионата.
| 18 октября 2009 | \| Бразилия \| 3:1 (1:0) \| Россия \| \| Мурильо 20′ · Фреде 21′ · Карлиньос 27′ \| Голы \| Сирило 21′ \| | «Гуанандизао», Кампу-Гранди |
| Бразилия: Тиаго(в) - Карлиньос, Чико, Ленизио, Кабреува - Андре, Данильо, Лукаян, Мурильо - Фреде, Кариока Россия: Зуев(в) - Маевский(к), Прудников, Шаяхметов, Сирило - Пула, Фукин, Хамадиев, Рахимов - Чистополов | |                             |
| Бразилия | 3:1 (1:0)                                                                                                 | Россия                      |
| Мурильо 20′ · Фреде 21′ · Карлиньос 27′ | Голы | Сирило 21′                  |

| 19 октября 2009 | \| Бразилия \| 6:0 (3:0) \| Россия \| \| Вандер Кариока 1′, 25′ · Карлиньос 8′ · Фреде 15′, 35′ · Тиаго 36′ \| Голы \| \| | «Ней Брага», Марешал-Кандиду-Рондон |
| Бразилия: Франклин (в), Тиагу (в) - Андре, Мурильо, Данильо, Вандер Кариока - Карлиньос, Чико, Кабреува, Фреде - Диче Россия: Зуев (в), Гарагуля (в) - Пула, Душкевич, Шаяхметов, Фукин - Хамадиев, Прудников, Чистополов, Сирило - Тимощенков, Маевский (к) | |                                     |
| Бразилия | 6:0 (3:0) | Россия                              |
| Вандер Кариока 1′, 25′ · Карлиньос 8′ · Фреде 15′, 35′ · Тиаго 36′ | Голы |                                     |

## Товарищеские матчи против сборной Чехии
| 1 декабря 2009 | \| Чехия \| 1:2 (0:2) \| Россия \| \| Яновски 27′ \| Голы \| Сергей Сергеев 8′ · Константин Тимощенков 16′ \| | Хрудим                                        |
| Чехия: Меллер (в), Герчак (в) - Новотны, Блажей, Белей, Гавел, Длоуги, Крулик, Копецки, Слама, Фрич, Яновски Россия: Гарагуля (в) - Тимощенков, Агапов, Чистополов, Эдер Лима, Робиньо, Сергеев, Кутузов | |                                               |
| Чехия | 1:2 (0:2) | Россия                                        |
| Яновски 27′ | Голы | Сергей Сергеев 8′ · Константин Тимощенков 16′ |

| 2 декабря 2009 | \| Чехия \| 0:3 (0:1) \| Россия \| \| \| Голы \| Константин Тимощенков 1′ · Павел Чистополов 22′ · Робиньо 32′ \| | Теплице                                                       |
| Чехия: Меллер (в), Герчак (в) - Новотны, Блажей, Белей, Гавел, Длоуги, Крулик, Копецки, Слама, Фрич, Яновски Россия: Гарагуля (в) - Агапов, Тимощенков, Эдер Лима, Робиньо, Сергеев, Кутузов, Чистополов | |                                                               |
| Чехия | 0:3 (0:1) | Россия                                                        |
| | Голы | Константин Тимощенков 1′ · Павел Чистополов 22′ · Робиньо 32′ |

## Турнир четырёх наций
Сборные России и Сербии не играли друг с другом по причине ожидавшейся очной встречи на чемпионате Европы месяцем позже. 
| М | Команда  | И | В | Н | П | Мячи  | ±  | О |
| - | -------- | - | - | - | - | ----- | -- | - |
| 1 | Россия   | 2 | 2 | 0 | 0 | 9 − 2 | +7 | 6 |
| 2 | Сербия   | 2 | 2 | 0 | 0 | 7 − 0 | +7 | 6 |
| 3 | Беларусь | 2 | 0 | 0 | 2 | 2 − 7 | −5 | 0 |
| 4 | Бельгия  | 2 | 0 | 0 | 2 | 0 − 9 | −9 | 0 |

И — игры, В — выигрыши, Н — ничьи, П — проигрыши, Мячи — забитые и пропущенные голы, ± — разница голов, О — очки

| 28 декабря 2009                                                                                 | \| Россия \| 5:2 (3:1) \| Беларусь \| \| Сирило 1′, 21′ · Эдер Лима 13′ · Пула 16′ · Александр Фукин 39′ \| Голы \| Гайдук 10′ · Черник 22′ \| | Хассельт                |
| Россия: Зуев (в) - Фукин, Маевский, Пула, Сирило, Робинью, Хамадиев, Эдер Лима, Абышев, Сергеев | |                         |
| Россия                                                                                          | 5:2 (3:1) | Беларусь                |
| Сирило 1′, 21′ · Эдер Лима 13′ · Пула 16′ · Александр Фукин 39′                                 | Голы | Гайдук 10′ · Черник 22′ |

| 29 декабря 2009                                                                                                 | \| Бельгия \| 0:4 (0:2) \| Россия \| \| \| Голы \| Сирило 7′ · Эдер Лима 14′ · Пула 21′ · Робиньо 39′ \| | Хассельт                                           |
| Россия: Гарагуля (в) - Маевский, Фукин, Пула, Сирило, Робинью, Сергеев, Эдер Лима, Чистополов, Абышев, Хамадиев | |                                                    |
| Бельгия | 0:4 (0:2)                                                                                                | Россия                                             |
| | Голы | Сирило 7′ · Эдер Лима 14′ · Пула 21′ · Робиньо 39′ |